# Molophilus brobdingnagius
Molophilus brobdingnagius är en tvåvingeart som beskrevs av Alexander 1969. Molophilus brobdingnagius ingår i släktet Molophilus och familjen småharkrankar. Inga underarter finns listade i Catalogue of Life.